# Костень (Прахова)
Костень, Костені (рум. Costeni) — село у повіті Прахова в Румунії. Входить до складу комуни Менечу.
Село розташоване на відстані 95 км на північ від Бухареста, 39 км на північ від Плоєшті, 50 км на південний схід від Брашова.

## Населення
За даними перепису населення 2002 року у селі проживали 178 осіб, усі — румуни. Усі жителі села рідною мовою назвали румунську.